# Woodsia obtusa

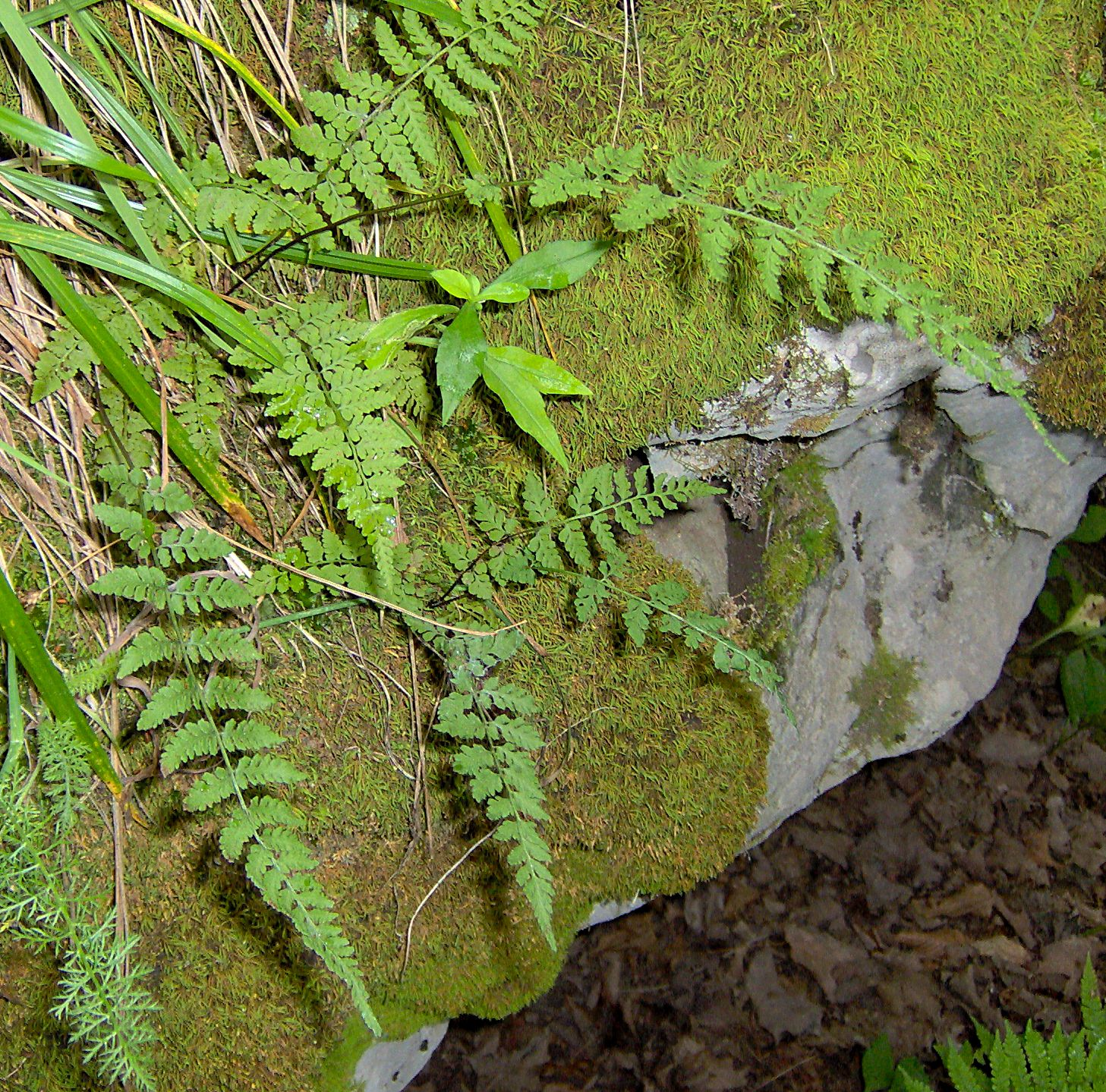
W. obtusa in its natural habitat

Woodsia obtusa es una especie de helecho de roca perteneciente a la familia Woodsiaceae. Es originaria de Appalachia y el este de Norteamérica.

## Descripción
Especie calcicola prefiere los substratos calcáreos, pero también crece en suelos neutrales. Puede crecer en superficies rocosas o pedregosas.
Este helecho se confunde a menudo con diversos helechos del género Cystopteris pero se pueden distinguir por su naturaleza peluda.

## Taxonomía
Woodsia obtusa fue descrita por (Spreng.) Torr. y publicado en Report of the Geological Survey of Indiana 195. 1840.
Sinonimia
- Polypodium obtusum Spreng.
- Woodsia perriniana Hook. & Grev.	[2]